# Campeonato Europeu de Ciclismo em Estrada de 2017
O II Campeonato Europeu de Ciclismo em Estrada realizou-se em Herning (Dinamarca) entre a 2 e a 6 de agosto de 2017, baixo a organização da União Europeia de Ciclismo (UEC) e a União Ciclista Dinamarquesa.
O campeonato constou de carreiras nas especialidades de contrarrelógio e de rota, nas divisões elite masculino, elite feminino, feminino sub-23 e masculino sub-23. Ao todo outorgar-se-ão oito títulos de campeão europeu.

## Programa
O programa de competições é o seguinte:
| Dia         | Evento                          | Trajecto                                         | Distancia (km) | Ganhador                          |
| ----------- | ------------------------------- | ------------------------------------------------ | -------------- | --------------------------------- |
| 2 de agosto | Contrarrelógio sub-23 feminina  | Herning–Herning                                  | 31,5           | Pernille Mathiesen · ( Dinamarca) |
| 3 de agosto | Contrarrelógio sub-23 masculina | Herning–Herning                                  | 31,5           | Kasper Asgreen · ( Dinamarca)     |
| 3 de agosto | Contrarrelógio feminina         | Herning–Herning                                  | 31,5           | Ellen van Dijk · ( Países Baixos) |
| 3 de agosto | Contrarrelógio masculina        | Herning–Herning                                  | 46,0           | Victor Campenaerts · ( Bélgica)   |
| 4 de agosto | Estrada sub-23 feminina         | Herning–Herning (5 voltas ao circuito de 20 km)  | 100,5          | Pernille Mathiesen · ( Dinamarca) |
| 5 de agosto | Estrada sub-23 masculina        | Herning–Herning (8 voltas ao circuito de 20 km)  | 160,8          | Casper Pedersen · ( Dinamarca)    |
| 5 de agosto | Estrada feminina                | Herning–Herning (6 voltas ao circuito de 20 km)  | 120,6          | Marianne Vos · ( Países Baixos)   |
| 6 de agosto | Estrada masculina               | Herning–Herning (12 voltas ao circuito de 20 km) | 241,2          | Alexander Kristoff · ( Noruega)   |

## Resultados

### Masculino
- Contrarrelógio individual

| Posto  | Ciclista           | País    | Tempo    |
| ------ | ------------------ | ------- | -------- |
| Ouro   | Victor Campenaerts | Bélgica | 53:12,86 |
| Prata  | Maciej Bodnar      | Polónia | 53:15,40 |
| Bronze | Ryan Mullen        | Irlanda | 53:17,22 |

- Estrada

| Posto  | Ciclista           | País          | Tempo   |
| ------ | ------------------ | ------------- | ------- |
| Ouro   | Alexander Kristoff | Noruega       | 5:41:10 |
| Prata  | Elia Viviani       | Itália        | 5:41:10 |
| Bronze | Moreno Hofland     | Países Baixos | 5:41:10 |

### Feminino
- Contrarrelógio individual

| Posto  | Ciclista             | País          | Tempo    |
| ------ | -------------------- | ------------- | -------- |
| Ouro   | Ellen van Dijk       | Países Baixos | 40:33,58 |
| Prata  | Ann-Sophie Duyck     | Bélgica       | 41:31,85 |
| Bronze | Anna van der Breggen | Países Baixos | 41:37,71 |

- Estrada

| Posto  | Ciclista          | País          | Tempo   |
| ------ | ----------------- | ------------- | ------- |
| Ouro   | Marianne Vos      | Países Baixos | 2:51:13 |
| Prata  | Giorgia Bronzini  | Itália        | 2:51:13 |
| Bronze | Olga Zabelinskaya | Rússia        | 2:51:15 |

### Masculino sub-23
- Contrarrelógio individual

| Posto  | Ciclista           | País      | Tempo    |
| ------ | ------------------ | --------- | -------- |
| Ouro   | Kasper Asgreen     | Dinamarca | 37:33,38 |
| Prata  | Mikkel Bjerg       | Dinamarca | 37:35,15 |
| Bronze | Corentin Ermenault | França    | 37:56,07 |

- Estrada

| Posto  | Ciclista         | País      | Tempo   |
| ------ | ---------------- | --------- | ------- |
| Ouro   | Casper Pedersen  | Dinamarca | 3:31:04 |
| Prata  | Benoît Cosnefroy | França    | 3:31:06 |
| Bronze | Marc Hirschi     | Suíça     | 3:31:06 |

### Feminino sub-23
- Contrarrelógio individual

| Posto  | Ciclista              | País      | Tempo    |
| ------ | --------------------- | --------- | -------- |
| Ouro   | Pernille Mathiesen    | Dinamarca | 41:29,47 |
| Prata  | Cecilie Uttrup Ludwig | Dinamarca | 41:33,18 |
| Bronze | Lisa Klein            | Alemanha  | 41:40,82 |

- Estrada

| Posto  | Ciclista           | País        | Tempo   |
| ------ | ------------------ | ----------- | ------- |
| Ouro   | Pernille Mathiesen | Dinamarca   | 2:32:50 |
| Prata  | Susanne Andersen   | Noruega     | 2:32:57 |
| Bronze | Alice Barnes       | Reino Unido | 2:32:57 |

## Medalheiro
| Ordem | País          | Medalha de ouro | Medalha de prata | Medalha de bronze |    |
| ----- | ------------- | --------------- | ---------------- | ----------------- | -- |
| 1     | Dinamarca     | 4               | 2                | 0                 | 6  |
| 2     | Países Baixos | 2               | 0                | 2                 | 4  |
| 3     | Bélgica       | 1               | 1                | 0                 | 2  |
| 3     | Noruega       | 1               | 1                | 0                 | 2  |
| 5     | Itália        | 0               | 2                | 0                 | 2  |
| 6     | França        | 0               | 1                | 1                 | 2  |
| 7     | Polónia       | 0               | 1                | 0                 | 1  |
| 8     | Alemanha      | 0               | 0                | 1                 | 1  |
| 8     | Irlanda       | 0               | 0                | 1                 | 1  |
| 8     | Reino Unido   | 0               | 0                | 1                 | 1  |
| 8     | Rússia        | 0               | 0                | 1                 | 1  |
| 8     | Suíça         | 0               | 0                | 1                 | 1  |
|       | TOTAL         | 8               | 8                | 8                 | 24 |